# Zach
Zach ist ein deutscher Familienname.

## Namensträger
- Adrian Zach (1845–1916), österreichischer Politiker (CS) und Ordensgeistlicher, Abt von Geras
- Alexander Zach (* 1976), österreichischer Politiker (LIF)
- Andreas Zach (Baumeister) (1736–1797), österreichischer Baumeister
- Andreas Zach (Schachspieler) (* 1960), deutscher Schachspieler
- Anna Solecka-Zach (* 1954), deutsche Malerin und Fotografin, siehe Anna Solecka
- Anton von Zach (1747–1826), österreichischer Feldzeugmeister, Militärkartograf und -schriftsteller
- Bastian Zach (* 1973), österreichischer Schriftsteller und Drehbuchautor
- Bruno Zach (1891–1945), österreichischer Bildhauer
- Camilla Zach-Dorn (1859–um 1940), deutsche Malerin
- Christoph von Zach (1474–1508), österreichischer Geistlicher, Bischof von Seckau
- Didi Zach (* 1965), österreichischer Politiker (KPÖ)
- Erwin von Zach (1872–1942), österreichischer Sinologe
- Eti Zach (* 1968), israelische Sängerin, siehe Alabina
- Florian Zach (* 1991), deutscher Autor
- František Alexandr Zach (1807–1892), tschechischer Militärtheoretiker und General
- Franz Zach (1876–1942), österreichischer katholischer Geistlicher und Publizist
- Franz Xaver von Zach (1754–1832), österreichisch-deutscher Naturwissenschaftler und Offizier
- Franz Xaver Zach (Schauspieler) (* 1954), österreichischer Schauspieler
- Franziska Zach (1900–1930), österreichische Malerin
- Gisa Zach (* 1974), deutsche Schauspielerin
- Hans Zach (* 1949), deutscher Eishockeyspieler und -trainer
- Hans Fischer-Zach (1906–1980), deutscher Fabrikant und Wirtschaftsmanager
- Hilde Zach (1942–2011), österreichische Politikerin
- Ilona Mayer-Zach (* 1963), österreichische Schriftstellerin
- Ingar Zach (* 1971), norwegischer Musiker
- Johann Zach (1699–1773), tschechischer Komponist und Kapellmeister, siehe Jan Zach
- Johann Zach (Politiker) (1892–1978), österreichischer Politiker
- Joseph Zach (1829–1898), deutscher Geistlicher und Politiker (Zentrum), MdR
- Juliane Zach (* 1960), deutsche Architektin
- Krista Zach (1939–2016), deutsche Historikerin
- Kurt Zach (* 1942), österreichischer Politiker (SPÖ)
- Manfred Zach (* 1947), deutscher Schriftsteller und Politiker
- Martin Zach (1933–2008), deutscher Eishockeyspieler
- Michael Zach (* 1986), österreichischer Skirennläufer
- Michal Zach (* 1969), tschechischer Fußballtrainer
- Natan Zach (1930–2020), israelischer Dichter
- Nika Zach (* 1975), österreichische Jazzsängerin
- Nikolai Petrowitsch Zach (* 1939), russischer Politiker; von 1996 bis 1998 Verkehrsminister
- Paul von Zach (1831–1891), österreichischer Feldmarschallleutnant
- Richard Zach (1919–1943), österreichischer Lyriker
- Rudolf Zach (1904–1994), österreichischer Pädagoge und Heimatpfleger
- Sieglinde Zach (* 1949), österreichische Politikerin (ÖVP), Steirische Landtagsabgeordnete
- Thomas Zach (1922–2016), deutscher Maler und Bildhauer
- Wolfgang Zach (Anglist) (* 1945), österreichischer Sprach- und Literaturwissenschaftler
- Wolfgang Zach (Künstler) (* 1949), deutscher Maler und Objektkünstler